# Skrzypek

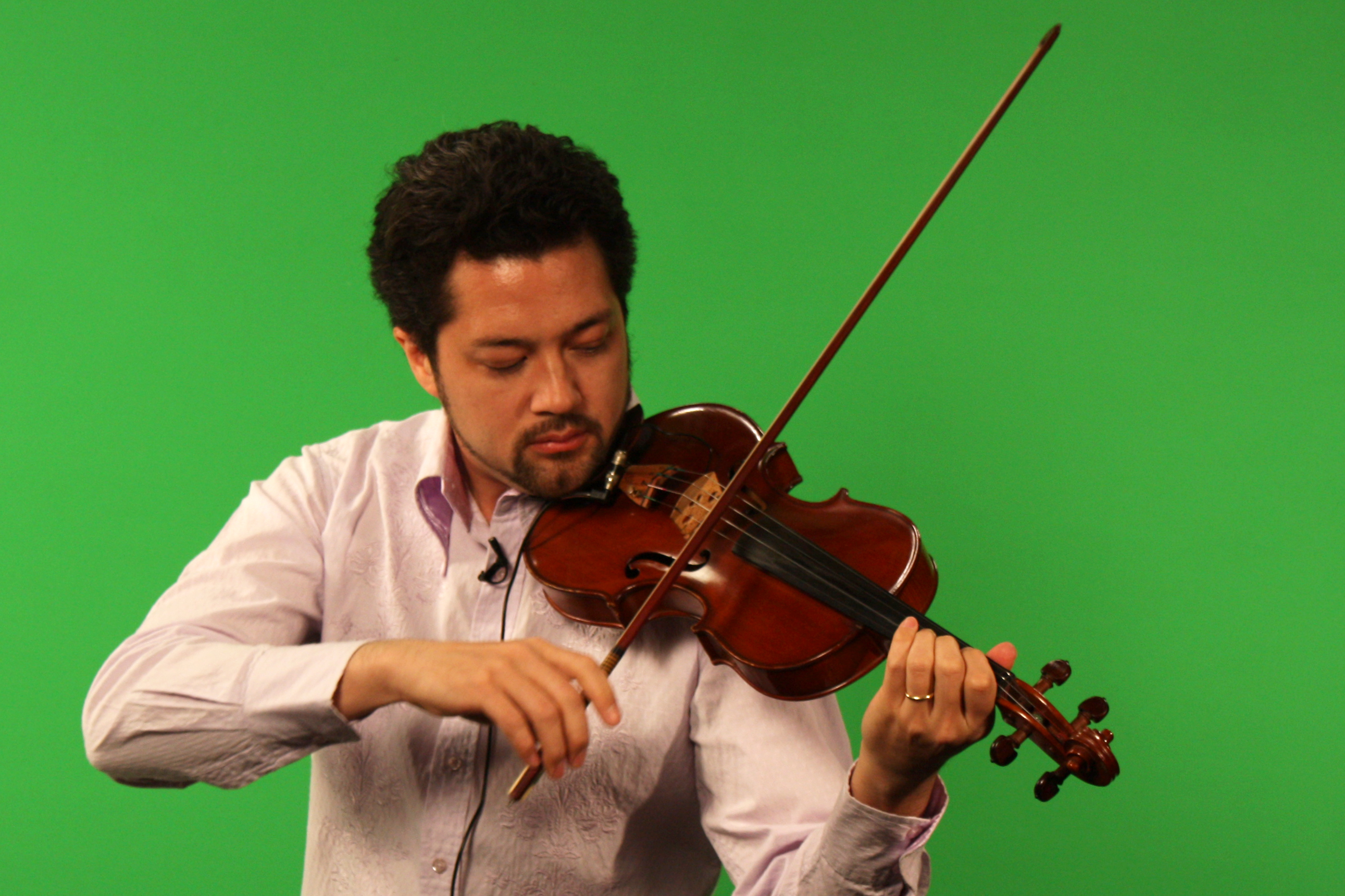
Skrzypek

Skrzypek – osoba grająca na skrzypcach.
Pierwszym skrzypkiem nazywa się głównego skrzypka w orkiestrze symfonicznej, wykonującego partie solowe.